# ماتفج سكوك
ماتفج سكوك (بالسلوفينية: Matevž Skok) مواليد 2 سبتمبر 1986 في تسليه، هو لاعب كرة يد سلوفيني يلعب كحارس مرمى. مثل منتخب سلوفينيا لكرة اليد. شارك في دورة الألعاب الأولمبية الصيفية سنة 2016.

## سجل المنافسة
شارك في البطولات التالية:
- بطولة أوروبا لكرة اليد للرجال 2016
- الألعاب الأولمبية الصيفية 2016

## روابط خارجية
- ماتفج سكوك على موقع الاتحاد الأوروبي لكرة اليد (الإنجليزية)
- ماتفج سكوك على موقع أوليمبيديا (الإنجليزية)